# Elsa Benítez
Elsa Benítez (Hermosillo, Sonora, 8 de diciembre de 1977) es una supermodelo mexicana. A los quince años fue contratada por la agencia sonorense Albertina Top Models, mientras que a los 16 fue la ganadora del certamen La Modelo del Año, organizado por Televisa, lo que le hizo trasladarse a la Ciudad de México.

## Carrera
Benítez empezó a desfilar después de ganar un concurso de modelaje en Costa Rica en 1995. Linda Evangelista fue, desde pequeña un ejemplo a seguir para ella.
Sus primeras oportunidades de ar fueron pronto en México para firmas locales y después en Estados Unidos donde obtuvo un mayor reconocimiento y con esto, su pase hacia  Europa. En 1996 obtiene una de sus mejores oportunidades cuando es elegida para aparecer en la una de las revistas de moda más importantes de todos los tiempos y una de las más codiciadas por todas las modelos: Vogue Italia, una vez que acepta, aparece en la portada de la revista durante tres meses consecutivos en el año de 1996.
Dos años después Elsa aparece por cuarta vez en la portada de la revista en la edición de junio, siempre fue fotografiada por el Steven Meisel.
Apareció seis veces en la revista estadounidense Marie Claire.
Después de ser contratada por la agencia Elite, aparece en las portadas de muchas revistas como Vogue, ELLE Estados Unidos, México, Alemania, Australia, Glamour, Mademoiselle,Cosmopolitan, GQ, Harper's Bazaar y Marie Claire.
Sin embargo después de aparecer en la portada de Vogue de varios países como México, Grecia, Alemania, Estados Unidos, Reino Unido, Corea del Sur, Australia; y en Marie Claire en varios números, Elsa recibe la oferta que lanzaría al éxito y reconocimiento mundial a toda modelo: la revista estadounidense Sports Illustrated.
Elsa Benítez logra durante su carrera, aparecer en 33 portadas de las más reconocidas revistas del mundo en ediciones de varios países.
Una vez que llega a Europa, específicamente a Francia e Italia, participa en desfiles de moda, presentando colecciones de los más importantes diseñadores; inicia en pasarelas de Prêt-à-porter convirtiéndose en la musa de la casa italiana Dolce & Gabbana para la cual protagoniza sus desfiles y campañas comerciales.
Además protagonizó pasarelas y/o campañas de Chanel, Valentino, Christian Lacroix, Versace, Fendi, Christian Dior, Pierre Balmain, Karl Lagerfeld, John Galliano, Gianfranco Ferré, MaxMara, Salvatore Ferragamo, Chloé, Escada, Emanuel Ungaro, Massimo Dutti y en Estados Unidos para Carolina Herrera y Óscar de la Renta, Anna Sui, y Covergirl.
Elsa es tal vez la única modelo latina que ha desfilado en Alta costura, durante su estancia en París desfiló para algunas de las más importantes casas de moda que presentaban Alta costura, que siempre han sido unas cuantas, debido al gran trabajo que implica esta fracción de la moda; así pues Elsa desfiló para Chanel, Christian Dior, Christian Lacroix, Pierre Balmain, Emanuel Ungaro y Versace.
Ha trabajado para las casas: Macy's, Episode, I-N-C, J.Crew, Rena Lange, Nine West, y Jones New Cork.
Elsa también ha modelado para la prestigiosa y codiciada firma de lencería estadounidense Victoria's Secret, convirtiéndose en una de las primeras latinas en la marca, apareciendo en las presentaciones durante varias colecciones.
Benítez apareció en el calendario de Pirelli de 1999 que mostraba a las mujeres a través de las décadas. Fue fotografiada como representante del "groovy" de los años 1970.
En el 2002 apareció en el video "Love to see you cry" de Enrique Iglesias.
Se divorció después de varios años de matrimonio con el baloncestista libanés Rony Seikaly, con el cual tuvo una hija llamada Mila. Posteriormente mantuvo una relación sentimental por varios meses con el empresario mexicano Roberto Slim.
Benítez ha tomado lecciones de actuación y planea entrar en la industria del cine, para trabajar en producciones en español e inglés.
Ha sido involucrada en una demanda judicial contra la agencia Splash y el portal Egotastic por publicación de fotos desnudas tomadas en el jardín de Elsa.
De 2009 a 2012 fue la conductora de Mexico's Next Top Model de Canal Sony Latin America.